# Розумна модель водія
У моделюванні вантажного потоку, розумна модель транспортних засобів (РМТЗ) - це неперервна транспортна модель для моделювання шосе і міського руху. Вона була розроблена Трайбером, Хеннеке і Хелбингом в 2000 році, щоб поліпшити результати, отримані з інших "розумних" драйвер моделей, такі як наприклад модель Гіпса, які втрачають реалістичні властивості при певних умовах.

## Визначення моделі
Як і транспортні моделі мікроскопічного руху, РМТЗ описує динаміку руху швидкостей одиничних транспортних засобів. Для машини {\displaystyle \alpha }, {\displaystyle x_{\alpha }} виражає її позицію в момент часу {\displaystyle t}, і {\displaystyle v_{\alpha }} її швидкість. Крім того, {\displaystyle l_{\alpha }} позначає довжину машини.  Для спрощення запису, визначимо чисту відстань {\displaystyle s_{\alpha }:=x_{\alpha -1}-x_{\alpha }-l_{\alpha -1}}, де {\displaystyle \alpha -1} відноситься до транспортного засобу безпосередньо перед автомобілем {\displaystyle \alpha }, і різниця швидкості, or оцінка зближення, {\displaystyle \Delta v_{\alpha }:=v_{\alpha }-v_{\alpha -1}}. Для спрощених версій моделей, динаміка машини {\displaystyle \alpha }описується наступними двома звичайними диференціальних рівняннями:
{\displaystyle {\dot {x}}_{\alpha }={\frac {\mathrm {d} x_{\alpha }}{\mathrm {d} t}}=v_{\alpha }}
{\displaystyle {\dot {v}}_{\alpha }={\frac {\mathrm {d} v_{\alpha }}{\mathrm {d} t}}=a\,\left(1-\left({\frac {v_{\alpha }}{v_{0}}}\right)^{\delta }-\left({\frac {s^{*}(v_{\alpha },\Delta v_{\alpha })}{s_{\alpha }}}\right)^{2}\right)}
{\displaystyle {\text{with }}s^{*}(v_{\alpha },\Delta v_{\alpha })=s_{0}+v_{\alpha }\,T+{\frac {v_{\alpha }\,\Delta v_{\alpha }}{2\,{\sqrt {a\,b}}}}}
{\displaystyle v_{0}}, {\displaystyle s_{0}}, {\displaystyle T}, {\displaystyle a}, і {\displaystyle b} є параметрами моделі, які мають такі значення:
- бажана швидкість {\displaystyle v_{0}}: швидкість автомобіля, при якій він може їздити на вільній дорозі
- мінімальне дистанціонування {\displaystyle s_{0}}: мінімальна бажана чиста відстань. Автомобіль не може рухатися, якщо відстань від автомобіля попереду не менш {\displaystyle s_{0}}
- бажаний час просування вперед {\displaystyle T}: мінімально можливий час до автомобіля, що йде попереду
- прискорення {\displaystyle a}: максимальне прискорення автомобіля
- зручна затримка гальмування {\displaystyle b}: додатне число

Показник {\displaystyle \delta } зазвичай встановлюють рівним 4.

## Характеристики моделі
Прискорення автомобіля {\displaystyle \alpha } можуть бути розділені на період більш вільної дороги і взаємодії:
{\displaystyle {\dot {v}}_{\alpha }^{\text{free}}=a\,\left(1-\left({\frac {v_{\alpha }}{v_{0}}}\right)^{\delta }\right)\qquad {\dot {v}}_{\alpha }^{\text{int}}=-a\,\left({\frac {s^{*}(v_{\alpha },\Delta v_{\alpha })}{s_{\alpha }}}\right)^{2}=-a\,\left({\frac {s_{0}+v_{\alpha }\,T}{s_{\alpha }}}+{\frac {v_{\alpha }\,\Delta v_{\alpha }}{2\,{\sqrt {a\,b}}\,s_{\alpha }}}\right)^{2}}
- Поведінка на вільній дорозі: на вільній дорозі, відстань до провідної машини {\displaystyle s_{\alpha }} є великою і прискорення автомобіля домінує на періоді вільної дороги, яке приблизно дорівнює {\displaystyle a} для малих швидкостей і зникає, коли {\displaystyle v_{\alpha }} зменшується до {\displaystyle v_{0}}. Таким чином, один автомобіль на вільній дорозі буде асимптотично наближатися до бажаної швидкості {\displaystyle v_{0}}.
- Поведінка при високому збільшенні темпу: для великої різниці швидкостей, період взаємодії описується: {\displaystyle -a\,(v_{\alpha }\,\Delta v_{\alpha })^{2}\,/\,(2\,{\sqrt {a\,b}}\,s_{\alpha })^{2}=-(v_{\alpha }\,\Delta v_{\alpha })^{2}\,/\,(4\,b\,s_{\alpha }^{2})}.

Це призводить до поведінки за кермом, яка компенсує різницю швидкостей, намагаючись не гальмувати набагато сильніше, ніж зручна затримка гальмування {\displaystyle b}.
- Поведінка на малих чистих відстанях: для незначної різниці швидкостей і невеликий обсяг відстаней, період взаємодії приблизно дорівнює {\displaystyle -a\,(s_{0}+v_{\alpha }\,T)^{2}\,/\,s_{\alpha }^{2}}, що нагадує просту відштовхувальну силу таку, що малі чисті відстані швидко розширюватимуться в напрямку рівноважної чистої відстані.

## Приклад розв'язання
Уявімо кільцеву автодорогу з 50 транспортних засобів. Припустимо, що транспортний засіб 1 буде слідувати за транспортним засобом 50. Початкова швидкість дана і, оскільки всі транспортні засоби вважаються рівними, вектор звичайних диверенціальних рівнянь більш спрощується до:
{\displaystyle {\dot {x}}={\frac {\mathrm {d} x}{\mathrm {d} t}}=v}
{\displaystyle {\dot {v}}={\frac {\mathrm {d} v}{\mathrm {d} t}}=a\,\left(1-\left({\frac {v}{v_{0}}}\right)^{\delta }-\left({\frac {s^{*}(v,\Delta v)}{s}}\right)^{2}\right)}
{\displaystyle {\text{with }}s^{*}(v,\Delta v)=s_{0}+v\,T+{\frac {v\,\Delta v}{2\,{\sqrt {a\,b}}}}}
Для цього прикладу, наступні значення наведені для параметрів рівняння.
| Змінна                  | Опис                     | Значення  |
| ----------------------- | ------------------------ | --------- |
| {\displaystyle v_{0}}   | Бажана швидкість         | 30 м/с    |
| {\displaystyle T}       | Безпечний час просування | 1,5 с     |
| {\displaystyle a}       | Максимальне прискорення  | 0.73 м/с2 |
| {\displaystyle b}       | Комфортне гальмування    | 1.67 м/с2 |
| {\displaystyle \delta } | Показник прискорення     | 4         |
| {\displaystyle s_{0}}   | Мінімальна відстань      | 2 м       |
| -                       | Довжина автомобіля       | 5 м       |

Два звичайних диференціальних рівняння розв'язуються за допомогою методу Рунге — Кутти для степенів 1, 3 і 5 з однаковим кроком за часом, для демонстрації ефектів обчислювальної точності в результатах.

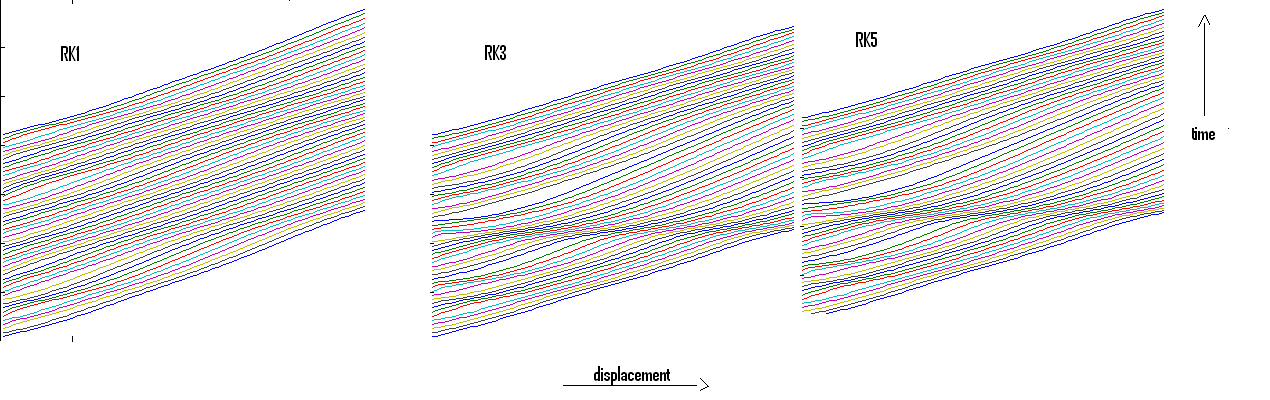
Порівняння розв'язків диференціальних рівнянь для розумної моделі транспортних засобів використовуючи метод РК 1,3,5 степенів.

Це порівняння показує, що РМТЗ не показують вкрай нереалістичні властивості, такі як негативна швидкість або переміщення автомобілів спільно в одному просторі, незалежно від методу, навіть такого як метод Ейлера (РК1). Однак, трафік хвилі поширення не настільки точно представляє для вищих порядків метода, РK3 і РК5. Ці останні два методи не показують ніяких істотних відмінностей, з чого можна зробити висновок, що розв'язок для РМТЗ досягає прийнятних результатів починаючи від РK3 і вищих порядків ніяких додаткових обчислень не потрібно. Тим не менш, при введенні гетерогенних транспортних засобів і обидвох параметрів відстані затору, цього спостереження може бути не достатньо.

## Зовнішні посилання
- Інтерактивні JS & реалізація HTML5 моделі розумного водія, показуючи перехрестях [Архівовано 21 травня 2018 у Wayback Machine.]
- Інтерактивні JS & реалізація HTML5, показуючи стоп-енд-ГОУ хвилі на кільцевій дорозі
- Школа моделювання Львівського університету ім. І. Франка
- Інтерактивні java-Applet, що реалізує моделі розумного водія [Архівовано 2 лютого 2017 у Wayback Machine.]
- Загальні цінності для моделювання РМТЗ